# Ebensfeld
Ebensfeld er en købstad (markt) i Obermain i den Landkreis Lichtenfels regierungsbezirk Oberfranken i den tyske delstat Bayern. Byen betegner sig som  Porten til Obermain.

## Geografi
Kommunen har ud over Markt Ebensfeld med 2.220 indbyggere disse 23 landsbyer og bebyggelser:
| - Birkach 243 indb. - (Campingplads 42) - Dittersbrunn 80 - Döringstadt 422 - Draisdorf 82 - Eggenbach 174 - Erlhof 35 | - Freiberg 120 indb. - Kleukheim 622 - Kutzenberg 212 - Kümmel 59 - Messenfeld 61 - Neudorf/Ummersberg 45 - Niederau 42 | - Oberbrunn 229 indb. - Oberküps 120 - Peusenhof 6 - Pferdsfeld 130 - Prächting 367 - Sträublingshof | - Unterbrunn 175 indb. - Unterküps 83 - Unterneuses 392 |

I alt et samlet indbyggertal på 5.867 pr. 31. januar 2008.
I kommunens område ligger også Kutzenberg med Arbejdsklinikken Obermain.

## Trafik
Øst for Ebensfeld går motorvejen A 73 fra Bamberg mod Coburg. Kommunen har en station på Ludwig-Süd-Nord-Bahn, der går fra Bamberg via jernbaneknudepunktet Lichtenfels til Hof.